# Silvestre Ochagavía Echaurren
Silvestre Ochagavía Echaurren (Santiago, 28 de julio de 1862-ibidem, Chacra Ochagavía, 29 de enero de 1934).  Fue un político, diputado, senador, ministro, además de uno de los más grandes industriales vinícolas chileno, dueño de la "Viña Ochagavía" situada en las goteras de Santiago.

## Primeros años de vida
Hijo de Silvestre Ochagavía Errázuriz y de Concepción Echaurren García-Huidobro. Tomó clases particulares en su residencia, luego ingresó al Colegio de los Sagrados Corazones (1872-1878); posteriormente, estudió Derecho en la Universidad de Chile y juró como abogado el 9 de noviembre de 1883.

### Matrimonio e hijos
Se casó con Isabel Hurtado Larraín y en segundo matrimonio, con Carmen Echeverría; y tuvo ocho hijos.
Amante de la cultura en todas sus manifestaciones, compró en unión del arzobispo Juan González Eyzaguirre y de los señores Joaquín Echenique Gandarillas y Alberto González, "El Diario Ilustrado", publicación que, gracias al hábil periodista Misael Correa Pastene, alcanzó auge en la prensa nacional. Fue también, uno de los propietarios y directores del diario "La Unión".

## Actividades políticas
- Miembro del Partido Conservador.
- Diputado representante de Osorno y Llanquihue (1900-1903).
- Miembro de la comisión de Educación y Beneficencia de la Cámara de Diputados.
- Miembro de la Junta Ejecutiva de su colectividad (1906) y del Directorio General (1912).
- Senador representante de Chiloé (1912-1918).
- Integrante de la comisión de Relaciones Exteriores del Senado.
- Presidente del Senado (1914-1915).
- Senador representante de Aconcagua y Valparaíso (1926-1934).
- Integrante de la comisión de Obras Públicas y Vías de Comunicación del Senado.
- Socio del Club de La Unión.
- Miembro de la Sociedad Nacional de Agricultura.